# Syzygospora
Syzygospora G.W. Martin, 1937 è un genere di funghi basidiomiceti gelatinosi che parassitano altri funghi.

## Tassonomia
La specie tipo è Syzygospora alba G.W. Martin (1937), altre specie incluse sono:
- Syzygospora bachmannii Diederich & M.S. Christ. (1996) Heterocephalacria bachmannii  (Diederich & M.S. Christ.) Millanes & Wedin 2015
- Syzygospora effibulata (Ginns & Sunhede) Ginns (1986)
- Syzygospora lapponica Miettinen & Kotir. (2006)
- Syzygospora marasmoidea Ginns (1986)
- Syzygospora mycetophila (Peck) Ginns (1986)
- Syzygospora mycophaga (M.P. Christ.) Hauerslev (1996)
- Syzygospora nivalis Chee J. Chen, Oberw. & Z.C. Chen (1998)
- Syzygospora norvegica Ginns (1986)
- Syzygospora pallida (Hauerslev) Ginns (1986)
- Syzygospora parmeliicola Diederich (1996)
- Syzygospora physciacearum Diederich (1996)·  Heterocephalacria physciacearum (Diederich) Millanes & Wedin 2015
- Syzygospora solida (Berthier) Ginns (1986)· Heterocephalacria solida Berthier 1980
- Syzygospora sorana Hauerslev (1989) Piskurozyma sorana (Hauerslev) T.T. Zhang, Li Y. Yu & Yurkov 2015
- Syzygospora subsolida Ginns (1986)
- Syzygospora tumefaciens (Ginns & Sunhede) Ginns (1986)